# Macrochiridothea kruimeli
Macrochiridothea kruimeli is een pissebed uit de familie Chaetiliidae. De wetenschappelijke naam van de soort is voor het eerst geldig gepubliceerd in 1918 door Nierstrasz.